# Mesoleuca impuncta
Mesoleuca impuncta är en fjärilsart som beskrevs av Barend J. Lempke 1950. Mesoleuca impuncta ingår i släktet Mesoleuca och familjen mätare. Inga underarter finns listade i Catalogue of Life.